# Рука Творца
Рука Творца — распространённая тема в истории изобразительного искусства. Композиции на эту тему имеют, как правило, символический или аллегорический смысл: рука художника уподобляется руке Творца, создателя мира.
В протоизобразительной деятельности человека эпохи каменного века на стенах пещер встречаются различные отпечатки кистей рук. В средневековом искусстве известны гравюры на дереве или гравированные изображения на камне, в которых показана ладонь человека, а на ней миниатюрные фигуры: в основании большого пальца — Богоматерь, выше — полуфигура Христа, на фалангах пальцев — двенадцать Апостолов (в этом случае количество пальцев фантастически увеличивается).
Точно также Десница Господня изображается в виде руки, появляющейся из облака или сферы — символа Св. Духа. Подобная иконография основана на том, что кисть руки символизирует Творящую силу, которая только, но не само божество, может быть доступна созерцанию и пониманию смертного человека. Распространено также троеперстное сложение десницы как благословение именем Пресвятой Троицы. С таким жестом изображаются святители (святые епископы, митрополиты, патриархи), преподобные и праведные, имеющие священный сан. В виде руки изготавливали антропоморфные бронзовые и серебряные реликварии для хранения мощей святых. Их происхождение объясняют древними вотивными предметами, когда, обращаясь к богам с мольбой об исцелении, в святилище приносили сделанные из глины или дерева макеты частей тела, требующих лечения.
В мусульманском искусстве почитается «Рука Фатимы» — изображение руки, в частности, вырезанное на дверном косяке, является охранительным (Фатима — младшая дочь пророка Мухаммада — способна защищать людей от злых сил). Пять пальцев «руки Фатимы» обозначают «пять столпов ислама», олицетворяемых членами семьи пророка, а также пять главных предписаний ислама: исповедание веры, молитву, паломничество, пост и милостыню.
Микеланжело Буонарроти в сцене «Сотворение Адама» в росписи плафона Сикстинской капеллы в Ватикане (1508—1512) использовал традиционный мотив в почти буквальном значении: сотворение человека прикосновением Десницы Божьей, однако, как это свойственно великому художнику, придал изображению символический подтекст — творческий акт художника подобен акту Творения.
Тему, созданную Микеланджело и ставшую классической, продолжали многие художники. В период 1897—1908 годов французский скульптор Огюст Роден разрабатывал тему «Рука творца» (фр. La Main de Dieu). Идея родилась у скульптора во время работы над произведением «Врата Ада». Один из ранних вариантов композиции включал руку Творца с маленькой фигуркой человека, второй — две сложенные руки, которые художник назвал «Собор» (фр. La Cathеdrale). Известно, что Роден, как, впрочем, и многие художники, считал руки «самой говорящей» частью тела и, в особенности, руки скульптора, которые не только обожествлялись, но и были основным инструментом художника, прежде всего в лепке из глины, воска, гипса.
Более совершенного инструмента, чем руки, в природе не существует. «Язык рук» в изобразительном искусстве всегда имел важное значение, являясь как бы мостиком, связывающим изображение и слово. Недаром многие живописцы так тщательно изображали движения рук своих персонажей. Однако положение рук в портретах работы Рембрандта, А. Ван Дейка, П. Рубенса характеризует и движения души самого художника, его почерк, стиль и живописную манеру. В прекрасном автопортрете русского художника К. П. Брюллова одухотворенность модели передана «одним движением руки».
- Отпечатки кистей рук. Палеолит. Санта-Круз, Аргентина
- Мощевик неизвестного святого. 1180. Серебро, золочение, эмали. Художественный музей Кливленда, США
- Реликварий Св. Квентина. Сокровищница собора в Эссене, Германия
- Леонардо да Винчи. Женские руки. Между 1474 и 1486. Бумага, серебряный штифт, белила. Королевская коллекция, Виндзор
- А. Дюрер. Молящиеся руки. Ок. 1508. Синяя бумага, тушь, перо, белила. Альбертина, Вена
- Сотворение Адама. Деталь фрески плафона Сикстинской капеллы в Ватикане. Между 1508 и 1512
- П. Дюмустье. Правая рука художницы А. Джентилески. 1625. Бумага, пастель. Британский музей, Лондон
- О. Роден. Рука. 1901. Терракота. Музей, Гренобль
- О. Роден. Рука пианиста. 1885. Бронза. Музей Родена, Париж
- О. Роден. Рука Бога. 1917. Мрамор. Музей Род-Айлендской школы дизайна, США
- О. Роден. Собор. 1908. Гипс. Музей де Орсе, Париж
- К. П. Брюллов. Автопортрет. 1848. Холст, масло. Государственная Третьяковская галерея, Москва